# ويليام بول (سياسي)
ويليام بول (بالإنجليزية: William Bull)‏ هو سياسي أمريكي، ولد في 1683، وتوفي في 21 مارس 1755.